# Ладлоу (Іллінойс)
Ладлоу (англ. Ludlow) — селище (англ. village) в США, в окрузі Шампейн штату Іллінойс. Населення — 308 осіб (2020).

## Географія
Ладлоу розташований за координатами 40°23′10″ пн. ш. 88°7′35″ зх. д. / 40.38611° пн. ш. 88.12639° зх. д. (40.386166, -88.126375).  За даними Бюро перепису населення США в 2010 році селище мало площу 0,92 км², уся площа — суходіл. В 2017 році площа становила 1,03 км², уся площа — суходіл.

## Демографія
Згідно з переписом 2010 року, у селищі мешкала 371 особа в 144 домогосподарствах у складі 90 родин. Густота населення становила 401 особа/км².  Було 168 помешкань (182/км²).
Расовий склад населення:
| - 92,7 % — білих - 2,4 % — азіатів - 1,3 % — чорних або афроамериканців - 0,3 % — корінних американців |

До двох чи більше рас належало 3,0 %. Частка іспаномовних становила 0,3 % від усіх жителів.
За віковим діапазоном населення розподілялося таким чином: 27,0 % — особи молодші 18 років, 61,4 % — особи у віці 18—64 років, 11,6 % — особи у віці 65 років та старші. Медіана віку мешканця становила 35,1 року. На 100 осіб жіночої статі у селищі припадало 93,2 чоловіків;  на 100 жінок у віці від 18 років та старших — 93,6 чоловіків також старших 18 років.
Середній дохід на одне домашнє господарство  становив 48 628 доларів США (медіана — 39 583), а середній дохід на одну сім'ю — 44 605 доларів (медіана — 41 250). Медіана доходів становила 40 625 доларів для чоловіків та 25 833 долари для жінок. За межею бідності перебувало 36,2 % осіб, у тому числі 49,6 % дітей у віці до 18 років та 7,4 % осіб у віці 65 років та старших.
Цивільне працевлаштоване населення становило 157 осіб. Основні галузі зайнятості: виробництво — 30,6 %, освіта, охорона здоров'я та соціальна допомога — 17,2 %, науковці, спеціалісти, менеджери — 16,6 %.